# Pierre Lallement

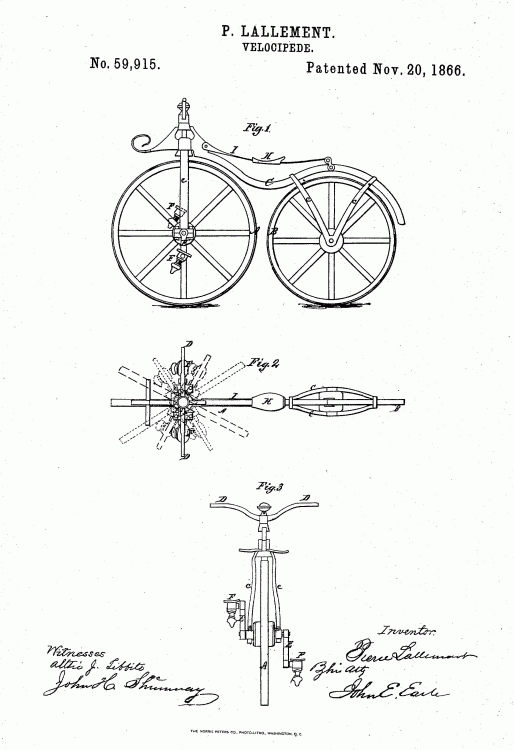
Amerikanskt patent på benskakare från november 1866

Pierre Lallement, född 25 oktober 1843 i Pont-à-Mousson, död 29 augusti 1891 i Boston i USA, var en fransk vagnmakare och uppfinnare. 
Enligt en version såg Pierre Lallement 1862 en dressin och inspirerades till att sätta ett trampnav på framhjulet på en sådan. Enligt en annan version flyttade Lallement 1863 till Paris och arbetade där hos Pierre Michaux. Det är oklart om det var Lallement eller Michaus som först monterade ett trampnav på en dressin. Bägge var medverkande i att utforma grundkonstruktionen för en benskakare.
Pierre Lallement reste i juli 1865 till USA och slog sig ned i Ansonia i Connecticut, där han tillverkade en version av benskakaren. Han ansökte om patent för en cykel med trampor i april 1866. Detta beviljades i november 1866 för ett fordon som var mycket likt den franska modellen med en kurvformig ram. 
Han återvände till Paris 1868, strax efter det att Michaux hade fått uppleva den vågen av entusiasm för benskakarna, ett intresse som också spred sig från Frankrike till övriga Europa och USA. Då reste Lallement tillbaka till USA, där den Boston-baserade firman Richardson and McKee då ägde hans patent. Han arbetade för Albert Augustus Pope, som 1876 köpt hans patent och som senare byggde upp ett cykelimperium i USA på 1890-talet. Lallement dog 1891 i Boston, 47 år gammal.